# اضطراب الشخصية الزوراني
اضطراب الشخصية الزوراني (بالإنجليزية: Paranoid personality disorder)‏ ويعرف أيضا باسم اضطراب الشخصية البارانوي أو الشخصية المرتابة هو اضطراب عقلي يتسم بالزورانية والشك المستمر القوي وكذلك الارتياب العام تجاه الآخرين. كما أن الأشخاص الذين يعانون من هذا الاضطراب قد يكونون شديدي الحساسية، ويشعرون بالإهانة بسهولة، ويرتبطون بشكل معتاد بالعالم من خلال المسح البيئي اليقظ بحثًا عن أدلة أو اقتراحات قد تثبت مخاوفهم أو تحيزاتهم. وهم تواقون للمراقبة. ويعتقدون أنهم في خطر ويبحثون عن علامات وتهديدات هذا الخطر، ويحتمل ألا يقدرون الأدلة الأخرى.
يميل الأشخاص المصابون باضطراب الشخصية الزوراني إلى أن يكونوا حذرين وشكاكين، ويعيشون حياة عاطفية ضيقة. كما أن انخفاض قدرتهم على المشاركة العاطفية ذات المغزى، والنمط العام للعزلة الاجتماعية يتسبب في نوع من العزلة شبه الفصامية خلال تجربة حياتهم. قد يكون لدى الأشخاص المصابين باضطراب الشخصية الزوراني ميول لتحمل الضغائن، والشك، والميل إلى تفسير تصرفات الآخرين على أنها نزعة عدائية، أو ميل مستمر إلى المرجعية الذاتية، أو إحساس عنيد بالحق الشخصي. كما أن المرضى الذين يعانون من هذا الاضطراب يمكن أن يكون لديهم أيضًا اعتلال مشترك مع اضطرابات أخرى في الشخصية (مثل الفصامي النوع، شبة الفصامي، النرجسي، الاجتنابي والحدي)

## الأسباب
توجد مساهمة وراثية في الصفات البارانويا، كما يوجد ارتباط جيني محتمل بين اضطراب الشخصية الزوراني وانفصام الشخصية. وجدت دراسة توأمية نرويجية كبيرة طويلة المدى أن اضطراب الشخصية الزوراني لها تأثير وراثي متواضع وأنه يتشارك في جزء من عوامل الخطر الجينية والبيئية مع غيره من اضطرابات الشخصية الفئة أ، الفصامي النوع وشبه الفصامي.
تلمح النظريات النفسية الاجتماعية إلى دور إسقاط المشاعر الداخلية السلبية والنمذجة الأبوية. ويعتقد أصحاب النظريات المعرفية أن الاضطراب ناتج عن اعتقاد أساسي بأن الأشخاص الآخرين غير وديين إلى جانب غياب الوعي الذاتي.

## التشخيص

### التصنيف الدولي للأمراض 10
يسرد التصنيف الدولي للأمراض 10 التابع لمنظمة الصحة العالمية اضطراب الشخصية الزوراني تحت رقم (F60.0). ومن متطلبات التصنيف الدولي لتشخيص أي اضطراب شخصي محدد يلبي أيضًا مجموعة من معايير اضطراب الشخصية العامة. كما يشير إلى أنه قد يكون من الضروري، بالنسبة لمختلف الثقافات، وضع مجموعات محددة من المعايير فيما يتعلق بالمعايير الاجتماعية والقواعد والالتزامات الأخرى.
يتميز اضطراب الشخصية الزوراني بثلاثة على الأقل من الأعراض التالية:
1. الحساسية المفرطة للهزيمة والرفض؛
2. الميل إلى تحمل الأحقاد باستمرار (أي رفض المغفرة للإهانات والإصابات أو الذل)؛
3. الارتياب وميل واسع لتشويه التجربة عن طريق إساءة تفسير السلوكيات المحايدة أو الودية للآخرين على أنها عدائية أو احتقارية؛
4. شعوراً قوياً ومتحمساً للذات، من خلال الحفاظ على الوضع الفعلي؛
5. الشكوك المتكررة دون مبرر، فيما يتعلق بالإخلاص الجنسي للزوج أو الشريك الجنسي؛
6. الميل إلى تجربة الإفراط في التفرد الذاتي، واضح في موقف المرجعية الذاتية المستمر ؛
7. الانشغال بتفسيرات «تآمريّة» غير مثبتة للأحداث سواء كانت فورية للمريض أو في العالم بأسره.

### الدليل التشخيصي والإحصائي
لدى الدليل التشخيصي والإحصائي للاضطرابات النفسية الناتج عن الجمعية الأمريكية للطب النفسي معايير مماثلة لاضطراب الشخصية الزوراني. وهي تتطلب بوجه عام وجود انعدام الثقة والشكوك الدائمة في الآخرين، وتفسير دوافعهم على أنها حاقدة عدائية، ووجود هذه الأفكار الزورانية منذ سن مبكرة، وحدوثها في مجموعة من المواقف. ويجب أن يوجد 4 من 7 مسائل محددة، والتي تشمل أنواعًا مختلفة من الشكوك (مثل الاستغلال، أو تلك الملاحظات ذات معنى تهديد)، في بعض الحالات بالنسبة للآخرين بشكل عام أو الأصدقاء والشركاء تحديدًا.
يتميز اضطراب الشخصية الزوراني بانعدام الثقة المنتشر والشك في الآخرين، بحيث يتم تفسير دوافعهم على أنها حاقدة، بداية من مرحلة البلوغ المبكر والحاضر في مجموعة متنوعة من السياقات. ولإكمال تشخيص اضطراب الشخصية الزوراني يجب أن يستوفي المريض 4 على الأقل من المعايير التالية:
1. الشك -دون دليل كاف- في أن الآخرين يستغلونه أو يلحقون به الأذى أو يخدعونه.
2. الانشغال بالشكوك غير المبررة حول ولاء أو موثوقية الأصدقاء أو الزملاء.
3. معارضة الثقة في الآخرين بسبب خوف لا مبرر له من أن تستخدم هذه المعلومات بشكل خبيث ضده.
4. ترجمة المعاني غير الملحوظة من الإهانة أو التهديد إلى ملاحظات أو أحداث حميدة.
5. حمل الضغائن باستمرار (أي، لا يتسامح تجاه الإهانات، والإصابات، أو الفضائح).
6. إدراك الهجمات على شخصيته أو سمعته، والتي لا تبدو ظاهرة للآخرين، وسرعة الرد بغضب أو التوجه إلى الهجوم المضاد.
7. شكوك متكررة دون مبرر، فيما يتعلق بإخلاص الزوج أو الشريك الجنسي.